# 2010-es Wales-rali

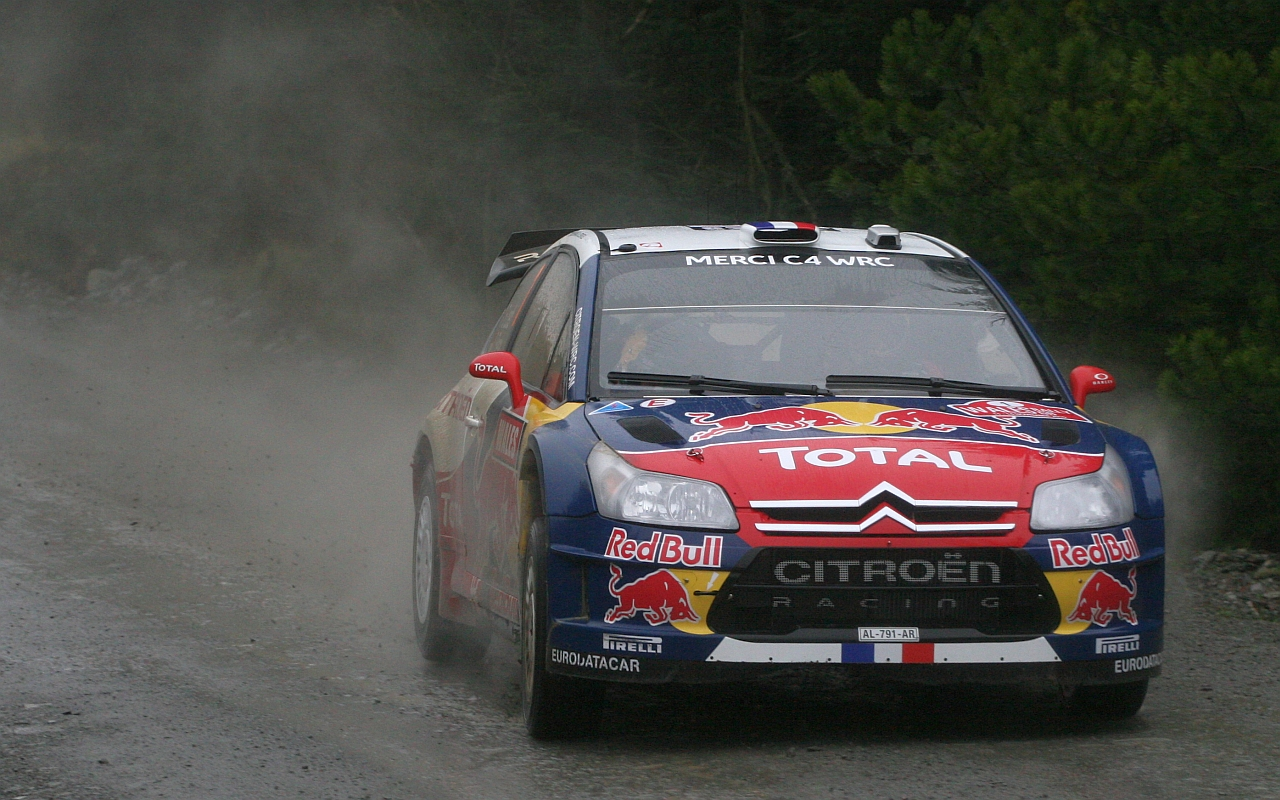
Sebastien Loeb harmadik alkalommal győzött a wales-i versenyen

A 2010-es Wales-rali (hivatalosan: Rally of Great Britain) volt 2010-es rali-világbajnokság tizenharmadik, egyben szezonzáró futama. November 11 és 14 között került megrendezésre, 20 gyorsasági szakaszból állt, melyek össztávja 344 kilométert tett ki. A versenyen 61 páros indult, melyből 45 ért célba.
A versenyt a francia Sébastien Loeb nyerte, másodikként Petter Solberg végzett, harmadik pedig Jari-Matti Latvala lett.

## Szakaszok
| Nap                 | Szakasz | Rajtidő | Szakasz neve        | Hossz    | Győztes                           | Idő     | Átlagsebesség | Versenyben vezető  |
| ------------------- | ------- | ------- | ------------------- | -------- | --------------------------------- | ------- | ------------- | ------------------ |
| 1. (November 11-12) | 1.      | 19:30   | Cardiff Bay 1       | 1.70 km  | Sébastien Loeb                    | 1:16.1  | 80.42 km/h    | Sébastien Loeb     |
| 1. (November 11-12) | 2.      | 9:38    | Hafren 1            | 32.14 km | Jari-Matti Latvala                | 18:43.2 | 103.01 km/h   | Jari-Matti Latvala |
| 1. (November 11-12) | 3.      | 10:19   | Sweet Lamb 1        | 4.26 km  | Sébastien Loeb                    | 2:54.4  | 87.94 km/h    | Sébastien Loeb     |
| 1. (November 11-12) | 4.      | 10:37   | Myherin 1           | 27.88 km | Jari-Matti Latvala                | 15:33.3 | 107.54 km/h   | Jari-Matti Latvala |
| 1. (November 11-12) | 5.      | 13:51   | Hafren 2            | 32.14 km | Sébastien Ogier                   | 18:39.0 | 103.40 km/h   | Jari-Matti Latvala |
| 1. (November 11-12) | 6.      | 14:32   | Sweet Lamb 2        | 4.26 km  | Sébastien Loeb                    | 2:57.1  | 86.60 km/h    | Jari-Matti Latvala |
| 1. (November 11-12) | 7.      | 14:50   | Myherin 2           | 27.88 km | Sébastien Loeb                    | 15:16.5 | 109.51 km/h   | Sébastien Loeb     |
| 2. (November 13)    | 8.      | 9:03    | Radnor 1            | 14.78 km | Petter Solberg Jari-Matti Latvala | 7:31.5  | 117.85 km/h   | Petter Solberg     |
| 2. (November 13)    | 9.      | 10:19   | Monument Hill 1     | 10.14 km | Petter Solberg                    | 5:46.5  | 105.35 km/h   | Petter Solberg     |
| 2. (November 13)    | 10.     | 10:43   | Four Ways Crychan 1 | 25.14 km | Sébastien Loeb                    | 13:48.7 | 109.21 km/h   | Sébastien Loeb     |
| 2. (November 13)    | 11.     | 11:22   | Halfway 1           | 18.37 km | Petter Solberg                    | 10:28.2 | 105.27 km/h   | Sébastien Loeb     |
| 2. (November 13)    | 12.     | 14:07   | Radnor 2            | 14.78 km | Sébastien Loeb                    | 7:22.3  | 120.30 km/h   | Sébastien Loeb     |
| 2. (November 13)    | 13      | 15:23   | Monument Hill 2     | 10.14 km | Sébastien Loeb                    | 5:46.0  | 105.50 km/h   | Sébastien Loeb     |
| 2. (November 13)    | 14      | 15:47   | Four Ways Crychan 2 | 25.14 km | Sébastien Loeb                    | 14:04.9 | 107.12 km/h   | Sébastien Loeb     |
| 2. (November 13)    | 15      | 16:26   | Halfway 2           | 18.37 km | Petter Solberg                    | 10:35.9 | 104.00 km/h   | Sébastien Loeb     |
| 2. (November 13)    | 16      | 18:34   | Cardiff Bay 2       | 1.70 km  | Sébastien Loeb                    | 1:15.5  | 81.06 km/h    | Sébastien Loeb     |
| 3. (November 14)    | 17.     | 8:33    | Resolfen 1          | 29.99 km | Sébastien Loeb                    | 15:57.8 | 112.72 km/h   | Sébastien Loeb     |
| 3. (November 14)    | 18.     | 9:46    | Margam Park 1       | 8.08 km  | Sébastien Loeb                    | 5:06.2  | 95.00 km/h    | Sébastien Loeb     |
| 3. (November 14)    | 19.     | 11:25   | Resolfen 2          | 29.99 km | Jari-Matti Latvala                | 16:03.8 | 112.02 km/h   | Sébastien Loeb     |
| 3. (November 14)    | 20.     | 12:38   | Margam Park 2       | 8.08 km  | Dani Sordo                        | 5:08.2  | 94.38 km/h    | Sébastien Loeb     |

## Végeredmény
| Helyezés  | Versenyző            | Navigátor          | Autó                          | Idő       | Különbség | Pont |
| --------- | -------------------- | ------------------ | ----------------------------- | --------- | --------- | ---- |
| 1.        | Sébastien Loeb       | Daniel Elena       | Citroën C4 WRC                | 3:14:54.0 | 0.0       | 25   |
| 2.        | Petter Solberg       | Chris Patterson    | Citroën C4 WRC                | 3:15:13.1 | 19.1      | 18   |
| 3.        | Jari-Matti Latvala   | Miikka Anttila     | Ford Focus RS WRC 09          | 3:16:29.3 | 1:35.3    | 15   |
| 4.        | Mikko Hirvonen       | Jarmo Lehtinen     | Ford Focus RS WRC 09          | 3:16:47.3 | 1:53.3    | 12   |
| 5.        | Dani Sordo           | Diego Vallejo      | Citroën C4 WRC                | 3:17:06.2 | 2:12.2    | 10   |
| 6.        | Henning Solberg      | Ilka Minor         | Ford Focus RS WRC 08          | 3:21:20.5 | 6:26.5    | 8    |
| 7.        | Matthew Wilson       | Scott Martin       | Ford Focus RS WRC 08          | 3:23:31.8 | 8:37.8    | 6    |
| 8.        | Kimi Räikkönen       | Kaj Lindström      | Citroën C4 WRC                | 3:25:21.9 | 10:27.9   | 4    |
| 9.        | Mads Østberg         | Jonas Andersson    | Subaru Impreza WRC 2007       | 3:27:07.7 | 12:13.7   | 2    |
| 10.       | Andreas Mikkelsen    | Ola Fløene         | Škoda Fabia S2000             | 3:28:55.2 | 14:01.2   | 1    |
| SWRC      |                      |                    |                               |           |           |      |
| 1. (10.)  | Andreas Mikkelsen    | Ola Fløene         | Škoda Fabia S2000             | 3:28:55.2 | 0.0       | 25   |
| 2. (12.)  | Craig Breen          | Gareth Roberts     | Ford Fiesta S2000             | 3:34:57.9 | 6:02.7    | 18   |
| 3. (13.)  | Xavier Pons          | Alex Haro          | Ford Fiesta S2000             | 3:35:10.7 | 6:15.5    | 15   |
| 4. (14.)  | Patrik Sandell       | Emil Axelsson      | Škoda Fabia S2000             | 3:35:15.9 | 6:20.7    | 12   |
| 5. (15.)  | Michał Kościuszko    | Maciek Szczepaniak | Ford Fiesta S2000             | 3:37:14.1 | 8:18.9    | 10   |
| PWRC      |                      |                    |                               |           |           |      |
| 1. (17.)  | Ott Tänak            | Kuldar Sikk        | Mitsubishi Lancer Evolution X | 3:38:31.0 | 0.0       | 25   |
| 2. (18.)  | Armindo Araújo       | Miguel Ramalho     | Mitsubishi Lancer Evolution X | 3:41:46.8 | 3:15.8    | 18   |
| 3. (19.)  | Hayden Paddon        | John Kennard       | Mitsubishi Lancer Evolution X | 3:42:58.9 | 4:27.9    | 15   |
| 4. (20.)  | Jason Pritchard      | Robbie Durant      | Subaru Impreza WRX STI        | 3:45:35.4 | 7:04.4    | 12   |
| 5. (22.)  | Patrik Flodin        | Göran Bergsten     | Subaru Impreza WRX STI        | 3:46:51.9 | 8:20.9    | 10   |
| 6. (25.)  | Dave Weston, Jr.     | Ieuan Thomas       | Subaru Impreza WRX STI        | 3:53:18.4 | 14:47.4   | 8    |
| 7. (26.)  | Michel Jourdain, Jr. | Óscar Sánchez      | Mitsubishi Lancer Evolution X | 3:54:29.1 | 15:58.1   | 6    |
| 8. (28.)  | Alex Raschi          | Rudy Pollet        | Mitsubishi Lancer Evolution X | 3:55:51.4 | 17:20.4   | 4    |
| 9. (30.)  | Arai Tosihiro        | Daniel Barritt     | Subaru Impreza WRX STI        | 3:58:55.1 | 20:24.1   | 2    |
| 10. (32.) | Reijo Muhonen        | Juha Kanerva       | Mitsubishi Lancer Evolution X | 4:05:08.5 | 26:37.5   | 1    |